# 800

## Evenimente
- Încoronarea lui Carol cel Mare ca Imperator Augustus de către papa Leon al III-lea pe 25 decembrie 800.

## Nașteri
- Otfried von Weissenburg, cleric german, autorul celei mai importante opere din literatura germană veche (Cartea Evangheliștilor), (d. 870).

## Decese
- 19 februarie: Beatus de Liébana  (n. 731)
- dată necunoscută: Gerberga (soția lui Carloman I) soția regelui francilor, Carloman I (n. ?)
- dată necunoscută: Pemmo de Friuli  (n. ?)
- dată necunoscută: Ioan al II-lea Platinus  (n. ?)
- dată necunoscută: Audelais de Benevento  (n. ?)
- dată necunoscută: Unulf de Spoleto  (n. ?)